# Xaxim
Xaxim is een gemeente in de Braziliaanse deelstaat Santa Catarina. De gemeente telt 25.444 inwoners (schatting 2009).

## Aangrenzende gemeenten
De gemeente grenst aan Arvoredo, Chapecó, Cordilheira Alta, Coronel Freitas, Lajeado Grande en Xanxerê.

## Verkeer en vervoer
De plaats ligt aan de wegen BR-282/BR-480 en SC-156.